# Das Schneiderlein und die drei Hunde
Das Schneiderlein und die drei Hunde ist ein Märchen. Es steht in Johann Wilhelm Wolfs Deutsche Hausmärchen an zweiter Stelle.

## Inhalt
Einem Schneider laufen unterwegs drei Hunde zu. Er lässt sie ihm nachlaufen, obwohl er nichts zum Füttern hat. Sie lassen ihn bei einer Wirtin das beste Essen bestellen, essen wie Menschen mit und tragen ihm sein Felleisen, Hut und Elle nach, als er ohne zu zahlen geht. In einem Waldschloss lassen sie sich von ihm an Riesen verkaufen, geben ihm aber auch eine Salbe, ein Stöckchen und ein Horn. Die Riesen nehmen die Hunde und wollen den Schneider fressen. Er lässt sie erst Gericht sitzen, bestreicht die Stühle mit der Salbe, so können sie nicht aufstehen, und haut sie mit dem Stöckchen tot. Der Riesenkönig will ihn töten, er ruft mit dem Horn die Hunde, die ihn retten. Er muss noch die Hunde enthaupten, da sind der König, seine zwei Töchter und das Schloss erlöst.

## Herkunft
Der Titel Das Schneiderlein und die drei Hunde ist bei Wolf mit einem Sternchen (*) versehen, was laut seiner Vorrede anzeigt, dass Wilhelm von Ploennies den Text ausarbeitete. Held des demnach wohl Odenwälder Märchens ist ein wandernder Schneider, passend ausgestattet, ein Felleisen ist ein Rucksack. Böse Riesen hat auch Der Kaiserssohn und sein Pathe. Die Ähnlichkeit zu Märchen wie Bechsteins Der Wandergeselle ist eher flüchtig. Erlösung durch Enthaupten ist laut Heinz Rölleke ein alter Zug. Vgl. besonders Wolfs Der graue Wackenstein.